# 亚瑟·阿什
小阿瑟·罗伯特·阿什（英語：Arthur Robert Ashe, Jr.，1943年7月10日—1993年2月6日），美国网球手，第一位夺得大满贯男单冠军的黑人網球運動員，是唯一一位拿下澳網、溫網和美網單打冠軍的黑人男子球員，也是美國戴维斯杯國家隊史第一位黑人成員。公開賽年代以來奪得ATP單打冠軍44個，ATP單打排名最高第二名。職業生涯取得單打793勝259負和雙打323勝175負，生涯總獎金達1,584,909美元。他也是2005年美國TENNIS雜誌評出最偉大的40位球員中的第30位。

## 生平
阿什在弗吉尼亚州列治文出生长大，1963年获得网球奖学金而得以进入加州大学洛杉矶分校（UCLA）。
1965年，他赢得全美大学生（NCAA）网球赛男單和隊際（代表UCLA）冠军。
網球生涯早期的他，由於在公開賽年代（en）前的60年代中期沒有選擇參加職業賽事，得以保持參加四大满贯的資格。 1966年和1967年，他均打入澳网男單決賽，均敗於同樣沒有選擇參加職業賽事的澳洲名將Roy Emerson，奪得亞軍。
1968年，他以业余球手身份，在美网男單決賽中，以五盤決勝打敗荷蘭名將湯姆·歐凱爾（英語：Tom Okker），夺得冠军，也是公開賽年代以來首位美网男单冠军。
其后，他转为职业球手，并于1970年夺得澳网男单冠军，他在决賽擊敗東道主球員Dick Crealy。
值得一提的是，他這2次冠軍，剛好被罗德·拉沃在1969年所創下首個公開賽年代的網球單打同年大滿貫所隔住。
不過接著五年內，他再沒有奪得大满贯男單冠軍。
1972年，职业网球联合会（ATP）成立，他是其中一位創會成員。 兩年後他獲選成為ATP主席。
1973年，ILTF（国际草地网球联合会，ITF的前身）因為Nikola Pilic（1973年法網男單亞軍）沒有代表南斯拉夫參加戴维斯杯而拒絕其温布尔登參賽資格，結果由阿什領銜ATP聲援Nikola Pilic之下，導致79名男子球員集體杯葛1973年温布尔登比賽。
直至1975年，他在温布尔登男单決賽打敗衛冕冠軍康諾斯，夺得冠军。 他亦是目前為止夺得过这三项赛事男单冠军的唯一的黑人。雖然同胞康諾斯壓過他奪得當年的ATP年終第一，但他卻被ATP選為首屆年度球員（Player of The Year）。
除了这些个人荣耀外，阿什还先后五次協助美国队夺得戴维斯杯。 （參看戴维斯杯一節。）
四大满贯中，阿什唯獨未曾奪取過法網男單冠軍，不過他和同胞马蒂·里森合作贏得得1971年法網男雙冠軍，另外他在1977年1月舉行的澳網男雙比賽中，伙拍澳洲名宿托尼·罗奇（ATP四位世界第一：、和的前教練）奪得冠軍，他在公開賽年代以來奪得14個ATP雙打冠軍。
1979年，阿什在盛年時期被發現患上心臟病，震驚美國和世界網壇。同年，他接受了心脏手术，并于次年退役。
1983年，他又一次接受了心脏手术。1985年，他被选入国际网球名人堂。
不幸地，阿什在1988年被查出因為被誤输染有HIV的血液而患上了艾滋病。80年代全世界對艾滋病還很陌生，很多病人也像阿什從輸血中染上艾滋病。 1992年，他公开了自己的病情，引起美國以世界關注艾滋病，在阿什逝世前的日子裡，他做了很多事情喚醒世界對於艾滋病和病人的關注。1993年2月6日，他于纽约市逝世。
阿什在退休后仍然致力于提携后輩，尤其是黑人球手，1983年法網男单冠军雅尼克·诺阿就是他最成功的发现之一。他和诺阿也是至今唯一兩位奪得過大满贯男單冠軍的黑人。
他主张废除种族隔离制度，一直呼吁将奉行种族隔离的南非开除出网球世界，後來也成為了一位著名的黑人民權運動者。他在去世前还成立了亚瑟·阿什基金会。亚瑟·阿什網球事業發展的60年代，美國仍處於從種族隔離過渡到民族平等的關鍵時期，很多非裔美國人感受到嚴重種族歧視，阿什卻在白人壟斷的網球事業中異軍突起，令很多美國黑人感到自豪和自信，加上阿什生前十分支持黑人民權運動，故阿什在美國黑人心目中的地位十分崇高。除了種族問題，阿什十分關心職業網球員和艾滋病患者的權益，他宣揚的平等理念也影響了世人。
美國網球協會為了紀念他對美國網球事業的貢獻，將位於法拉盛公园（Flushing Meadows Park）內的美網公開赛的主體育場命名為亞瑟·艾許球場。

## 個人生活
阿什在1977年與攝影師和平板設計師 Jeanne Moutoussamy-Ashe 結婚，她是擁有印度／瓜德羅普和美國黑人血統的混血女，他們在1976年10月的聯合國黑人大學基金晚會認識。結婚當天，阿什的左腳因10天前動手術而打上石膏。
1986年12月，他們領養一名女孩叫卡美拉，英文名 Camera, 相機音譯，以 Jeanne 的工作為名。

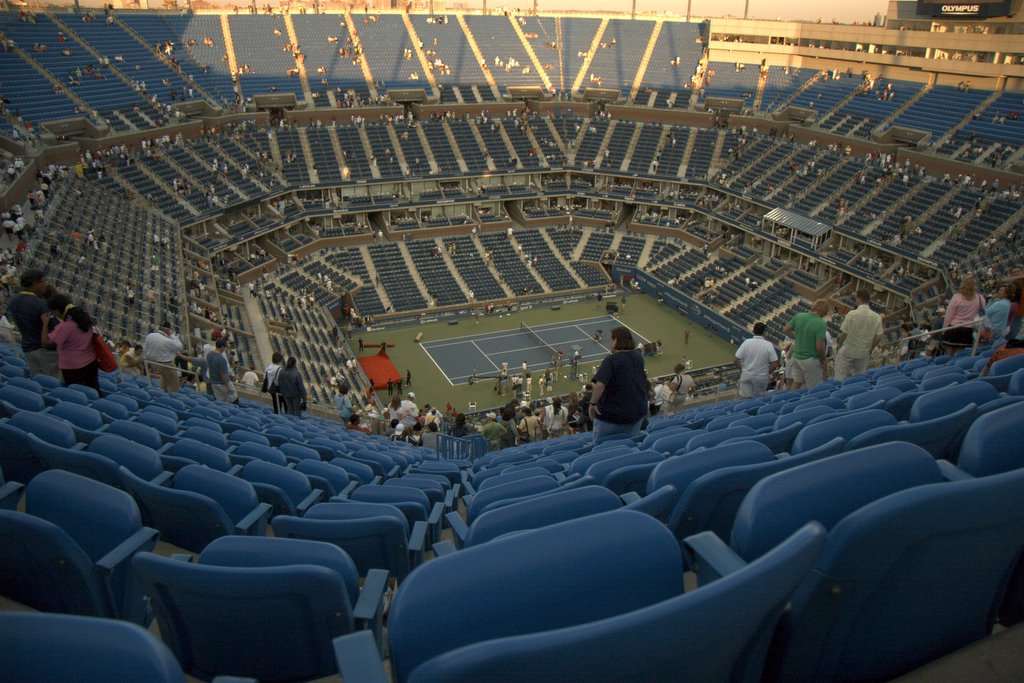
阿瑟·阿什体育场

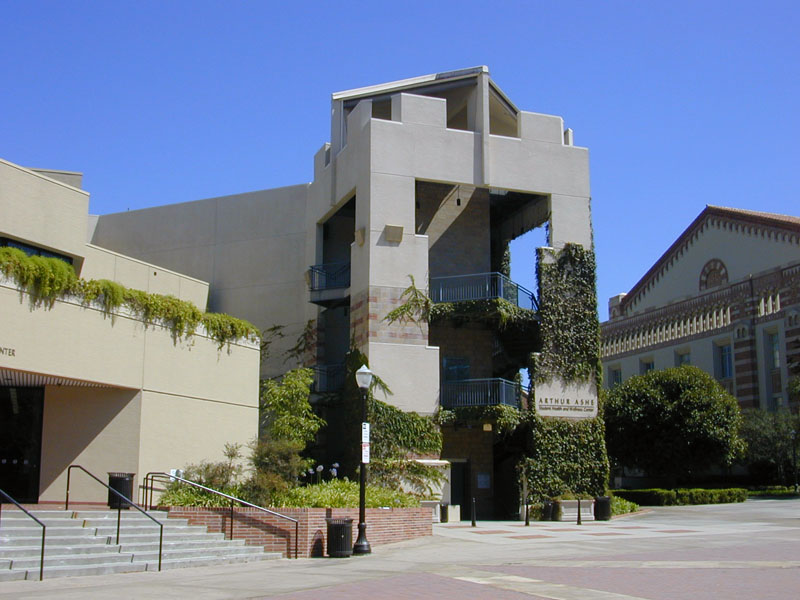
亚瑟·阿什健康中心

## 大满贯（公開賽年代前）

### 男單亞軍（2）
- 澳网 : 1966年、1967年（決賽均敗於Roy Emerson）

## 大满贯（公開賽年代以來）

### 男單冠軍（3）
| 年份 | 比賽     | 場地 | 決賽對手    | 對手國籍 | 勝方比分                  |
| ---- | -------- | ---- | ----------- | -------- | ------------------------- |
| 1968 | 美网     | 草地 | Tom Okker   | 荷蘭     | 14-12, 5-7, 6-3, 3-6, 6-3 |
| 1970 | 澳网     | 草地 | Dick Crealy |          | 6-4, 9-7, 6-2             |
| 1975 | 温布尔登 | 草地 |             | 美国     | 6-1, 6-1, 5-7, 6-4        |

### 男單亞軍（2）
| 年份 | 比賽 | 場地 | 決賽對手 | 對手國籍 | 勝方比分                |
| ---- | ---- | ---- | -------- | -------- | ----------------------- |
| 1971 | 澳网 | 草地 | 罗斯威尔 |          | 6-1, 7-5, 6-3           |
| 1972 | 美网 | 草地 | 納斯塔塞 | 羅馬尼亞 | 3-6, 6-3, 6-7, 6-4, 6-3 |

### 男雙冠軍（2）
| 年份 | 比賽        | 場地 | 搭檔                            | 決賽對手                                                 | 勝方比分            |
| ---- | ----------- | ---- | ------------------------------- | -------------------------------------------------------- | ------------------- |
| 1971 | 法网        |      | 马蒂·里森 · （ 美国）           | Tom Gorman（ 美国）和 · 史密斯 （ 美国）                 | 4-6, 6-3, 6-4, 11-9 |
| 1977 | 澳网（1月） | 草地 | 托尼·罗奇（Tony Roche） · （ ） | Charlie Pasarell （ 美国）和 · Erik Van Dillen （ 美国） | 6-4, 6-4            |

## 年终大师赛
- 年终大师赛現名為ATP世界巡回赛总决赛

### 雙打冠軍（1）
| 年份 | 舉行地點 | 搭擋          | 決賽對手                                    | 勝方比分             |
| ---- | -------- | ------------- | ------------------------------------------- | -------------------- |
| 1970 | 日本東京 | 史密斯 (美國) | 羅斯威爾、弗拉努洛维奇組合 拉沃、科德斯組合 | 循環賽决勝（2勝0負） |

### 單打亞軍（1）
| 年份 | 舉行地點 | 決賽對手 | 對手國籍 | 勝方比分      |
| ---- | -------- | -------- | -------- | ------------- |
| 1978 | 美國紐約 | 馬克安諾 | 美国     | 6-7, 6-3, 7-5 |

## ATP巡迴賽

### 單打

#### 冠軍（44）
- 1968年 (7) - 列治文、紐約-1、夏洛特、梅里奧尼、波士頓-2、美網 <草地>、布里斯班
- 1969年 (1) - 聖胡安
- 1970年 (9) - 澳網 <草地>、列治文、傑克遜維爾、聖胡安、堪薩斯城、薩克拉門托、柏克萊、丹佛、巴黎室內賽
- 1971年 (2) - 夏洛特、斯德哥爾摩公開賽
- 1972年 (4) - 路易維爾 WCT、蒙特婁 WCT、鹿特丹 WCT、羅馬 WCT
- 1973年 (2) - 芝加哥 WCT、華盛頓
- 1974年 (3) - 波哥大、巴塞隆納 WCT、斯德哥爾摩
- 1975年 (8) - 巴塞隆納 WCT、鹿特丹 WCT、慕尼黑 WCT、斯德哥爾摩 WCT、達拉斯 WCT（WCT總决賽）、温布尔登、洛杉磯、三藩市
- 1976年 (5) - 哥倫布市 WCT、印第安納波利斯 WCT、列治文 WCT、羅馬 WCT、鹿特丹 WCT
- 1978年 (3) - 聖荷西、哥倫布市、洛杉矶

#### 亞軍（41）
- 1966年 (1) - 澳網 <草地>
- 1967年 (1) - 澳網 <草地>
- 1969年 (5) - 墨爾本、紐約、華盛頓、印第安納波利斯、拉斯維加斯
- 1970年 (3) - 斯德哥爾摩公開賽、華盛頓 、梅肯
- 1971年 (5) - 列治文 、澳網 <草地>、芝加哥 WCT、達拉斯 WCT（WCT總决賽）、博洛尼亚 WCT
- 1972年 (2) - 芝加哥 WCT、美網 <草地>
- 1973年 (7) - 華盛頓 WCT、夏洛特 WCT、丹佛 WCT、達拉斯 WCT（WCT總决賽）、拉斯維加斯、波士頓、約翰尼斯堡
- 1974年 (6) - 費城 WCT、聖保羅 WCT、杜桑市、丹佛 WCT、三藩市、約翰尼斯堡
- 1975年 (5) - 聖胡安WCT、列治文 WCT、博洛尼亚 WCT、印第安納波利斯、巴黎室內賽
- 1976年 (3) - 拉各斯 WCT 、WCT 挑戰盃、洛杉磯
- 1978年 (1) - 年终大师赛
- 1979年 (2) - 費城WCT、孟菲斯

### 雙打冠軍（15）
- 1970年 (3) - 印第安納波利斯、斯德哥爾摩公開賽、年終大師賽
- 1971年 (1) - 法網
- 1972年 (1) - 費城 WCT
- 1973年 (2) - 約翰尼斯堡、丹佛 WCT
- 1974年 (2) - 丹佛 WCT、巴塞隆納 WCT
- 1975年 (3) - 斯德哥爾摩 WCT、約翰尼斯堡 WCT、巴塞隆納 WCT
- 1976年 (1) - 拉斯維加斯
- 1977年 (1) - 澳網（1月） <草地>
- 1978年 (1) - 華盛頓

### 團體

#### 戴维斯杯
亚瑟·阿什曾在1963年、1965-70年、1974年、1976年和1978年代表美國參加戴维斯杯，並協助美國隊在戴维斯杯取得5次冠軍。
- 1963年決賽勝 3:1 （亚瑟·阿什只參加北美賽區決賽對委內瑞拉的比賽）
- 1968年決賽勝 4:1
- 1969年決賽勝 羅馬尼亞5:0
- 1970年決賽勝 西德5:0
- 1978年決賽勝 英国4:1 （亚瑟·阿什只參加世界組準決賽對瑞典的比賽）
- 按：台維斯盃是一年一度男子網球的世界團體錦標賽，是國際網球比賽中最高水平的團體賽。

## 特殊成就

亚瑟·阿什紀念郵票

- 第一位也是直至目前唯一一位獲得澳網男單冠軍的黑人。（1970年）
- 第一位也是直至目前唯一一位獲得溫布頓男單冠軍的黑人。（1975年）
- 第一位也是直至目前唯一一位獲得美網男單冠軍的黑人。（1968年）
- 1974年，他獲選成為职业网球联合会（ATP）主席。
- 第一位ATP年度球員（ATP Player of The Year）。（1975年）
- 1985年，他被选入国际网球名人堂。
- 2005年獲美国邮政管理局為其發行紀念郵票，該郵票成為首張作為運動畫刊封面的郵票。

## 經典金句
1. Success is a journey, not a destination.（成功是旅程，不是终点。/ 成功是過程，不是結果。）
2. You are never really playing an opponent. You are playing yourself, your own highest standards, and when you reach your limits, that is real joy.（你从来都没有和对手在比赛！你在和自己比赛，你自己的最高标准，当你达到你的极限时，那就是真正的快乐！/你從來不是和別人而是和自己競賽。當你處於最高水平和達到極限，才得到真正的快感。）
3. True heroism is remarkably sober. Very undramatic. It's not the urge to surpass others at whatever cost, but the urge to serve others at whatever cost.（真正的英雄行為並非戲劇般大起大落，並非不顧一切勝過其他人，而是傾盡全力保全其他人。）

## 外部連結
- 國際網球名人堂 - 亚瑟·阿什個人資料
- 官方网站
- 亚瑟·阿什（英文/西班牙文）的官方資料
- 亚瑟·阿什的國際網球總會 職業／青少年 官方資料（英文）
- 亚瑟·阿什的官方資料（英文）